# قائمة رؤساء مجلس الأمة الكويتي
رئيس مجلس الأمة الكويتي ، هو رئيس السلطة التشريعية في دولة الكويت ويعتبر رئيس مجلس الأمة الرجل الثالث في دولة الكويت بعد الأمير وولي العهد ، ووفقاً للمادة 92 من الدستور يختار مجلس الأمة في أول جلسة له من بين أعضائه رئيساً لمجلس الأمة لمثل مدة المجلس ويكون الأنتخاب بالأغلبية المطلقة للحاضرين فأن لم تتحقق الأغلبية في المرة الأولى يعاد الأنتخاب بين الأثنين الحاصلين على أكثر الأصوات فأن تساوى مع ثانيهما غيره أشترك معهما في أنتخاب المرة الثانية ويكون الأنتخاب في هذه الحالة بالأغلبية النسبية فأن تساوى أكثر من واحد في الحصول على الأغلبية النسبية تم الأختيار بينهم بالقرعة ويرأس الجلسة الأولى أكبر الأعضاء سناً لحين أختيار الرئيس ، ويكون أنتخاب رئيس محلس الأمة خلال الجلسة عن طريق الأنتخاب السري.

## صلاحيات رئيس مجلس الأمة
- رئاسة جلسات المجلس والدعوة لعقدها
- الأشراف على جميع أعمال المجلس
- الأشراف على الأمانة العامة للمجلس
- تمثيل المجلس في أتصاله بالهيئات الأخرى ويتحدث بأسمه
- حفظ النظام داخل المجلس
- رئاسة مكتب المجلس
- توقيع العقود بأسم المجلس

## رؤساء مجلس الأمة

### قائمة رؤساء مجلس الأمة مُنذ نشأته في عام 1962
| رقم | الأسم                      | الصورة         | توّلى المنصب    | ترك المنصب     |
| --- | -------------------------- | -------------- | -------------- | -------------- |
| 1   | عبدالعزيز حمد الصقر        |                | 29 يناير 1963  | 16 فبراير 1965 |
| 2   | سعود عبدالعزيز العبدالرزاق |                | 2 مارس 1965    | 29 يناير 1967  |
| 3   | أحمد زيد السرحان           |                | 7 فبراير 1967  | 7 فبراير 1971  |
| 4   | خالد صالح الغنيم           |                | 10 فبراير 1971 | 29 أغسطس 1976  |
| 5   | محمد يوسف العدساني         |                | 9 مارس 1981    | 9 مارس 1985    |
| 6   | أحمد عبدالعزيز السعدون     |                | 9 مارس 1985    | 3 يوليو 1986   |
| 6   | أحمد عبدالعزيز السعدون     | 20 أكتوبر 1992 | 4 مايو 1999    |                |
| 7   | جاسم محمد الخرافي          |                | 17 يوليو 1999  | 7 أكتوبر 2012  |
| 8   | مرزوق علي الغانم           |                | 6 أغسطس 2013   | 1 مايو 2023    |
| 9   | أحمد عبدالعزيز السعدون     |                | 20 يونيو 2023  | 15 فبراير 2024 |

*ملاحظة: تم حل مجلس الأمة وتعليقه من 1976 حتى 1981 وأيضاً من 1986 حتى 1992. 